# دیمین داسیلوا
دیمین داسیلوا (انگلیسی: Damien Da Silva؛ زادهٔ ۱۷ مهٔ ۱۹۸۸) بازیکن فوتبال اهل فرانسه است.
از باشگاه‌هایی که در آن بازی کرده‌است می‌توان به باشگاه فوتبال کلرمون فوت، باشگاه فوتبال رن، باشگاه فوتبال کان، و باشگاه فوتبال المپیک لیون اشاره کرد.
وی همچنین در تیم ملی فوتبال فرانسه بازی کرده‌است.